# Костел Пресвятого Серця Ісуса Христа (Биківка)
Костел Пресвятого Серця Ісуса Христа — костел селища Биківка Житомирської області.

## Історія
Католики латинського обряду спочатку належали до парафії Знайдення Хреста Господнього у Чуднові, а від 1911 року - до новоутвореної парафії Успіння Пресвятої Діви Марії в Романові. Не маючи своєї святині, послуговувались парафіяльною, проте могли також відвідувати каплицю у розташованому неподалік Довбиші, хоча вона належала парафії св. Йоана Непомуцького у Пулинах.
У радянські часи римо-католики Биківки їздили на богослужіння до Полонного, Житомира, Лебедівки, а потім - до Романова, Баранівки і Мар'янівки. 23 грудня 1990 року була звершена перша Меса у місцевій каплиці, пристосованій в перебудованому колишньому овочево-молочному магазині, а обслуговувати вірян стали священники із парафії св. Анни у Полонному. 16 березня 1991 року у Биківці офіційно зареєстрували парафію.
Будівництво мурованого костелу у Биківці розпочалось 19 квітня 1991 року. Єпископ Ян Пурвінський освятив наріжний камінь майбутнього храму. Спорудження святині спочатку проводилось зусиллями майбутнього єпископа о. Станіслава Широкорадюка OFM, а потім - настоятеля парафії о. Єжи Скверчинського. 20 липня 1996 року новозбудований костел освятив єпископ Пурвінський.
Від 2002 року парафію у Биківці обслуговують отці-серцяни (згромадження Священників Пресвятого Серця Ісуса Христа).